# Manorisms
| Recensione | Giudizio |
| ---------- | -------- |
| AllMusic   |          |

Manorisms è un album dei Wet Willie, pubblicato dalla Epic Records nel novembre del 1977.
Il gruppo in precedenza alla pubblicazione (e alla relativa registrazione) del disco aveva subito profondi cambiamenti d'organico, il chitarrista e membro fondatore del gruppo, Ricky Hirsch, fu sostituito da Larry Berwalk, l'altro membro storico, il batterista Lewis Ross, fu rilevato da Theophilus Lively, mentre Wick Larsen cedette il suo posto da chitarrista a Marshall Smith.
L'album con un suono più orientato al pop, fu registrato in Inghilterra, e fu il primo loro disco pubblicato dalla Epic Records.
Il singolo Street Corner Serenade salì fino al trentesimo posto nella classifica Billboard Hot 100.

## Tracce
Lato A
1. Rainman – 3:20 (Michael Duke)
2. Make You Feel Love Again – 3:28 (George Jackson, Tom Jones III)
3. So Blue – 3:17 (Michael Duke)
4. We Got Lovin' – 3:32 (Jack Hall, Jimmy Hall, Michael Duke)
5. Don't Turn Me Away – 3:46 (Michael Duke)

Durata totale: 17:23
Lato B
1. Street Corner Serenade – 4:54 (Marshall Smith, Michael Duke)
2. One Track Mind – 3:46 (Jack Hall, Michael Duke)
3. How 'Bout You – 1:12 (Michael Duke)
4. Doin' All the Right Things (The Wrong Way) – 4:14 (Michael Duke)
5. Let It Shine – 4:18 (Jack Hall, Jimmy Hall, Marshall Smith, Michael Duke)

Durata totale: 18:24

## Formazione
- Jimmy Hall - voce solista, armonica, sassofoni, percussioni
- Michael Duke - voce solista, tastiere
- Marshall Smith - chitarra, accompagnamento vocale
- Larry Berwald - chitarre
- Jack Hall - basso, accompagnamento vocale
- Theophilus Lively - batteria, percussioni, accompagnamento vocale

Altro personale
- Fiachra Trench - orchestrazione (brani: Don't Turn Me Away e Let It Shine)
- Gary Lyons - produttore
- Mick Glossop - ingegnere del suono
- Alan Douglas e Dave Grinsted - assistenti ingegnere del suono

Nota aggiuntiva
- Registrazioni effettuate al The Manor ed al Chipping Norton Recording Studios di Oxon, Inghilterra